# Porcellio xavieri
Porcellio xavieri es una especie de cochinillas perteneciente a la familia Porcellionidae endémica del archipiélago de Madeira.